# Franco (Liesborn)
Franco (* unbekannt; † 3. Februar 1178 in Liesborn) war Abt des Klosters Liesborn im Zeitraum von 1162 bis 1178.

## Leben
Über Francos Herkunftsort und seine Familie ist nichts bekannt. Er war vermutlich vor seinem Wirken in Liesborn Teil des St. Michaeliskonvents in Hildesheim. Er wird in Hildesheimer Urkunden, die etwa 1155 bis 1160 zu datieren sind, als Abt und vorheriger Prior des Michaeliskonvents genannt. Er ist nach dem Tod Balduins im Dezember 1161 der zweite Abt des noch jungen Benediktinerkonvents in Liesborn. Über sein Wirken als Klosterbruder und Abt in Liesborn ist kaum etwas bekannt. Es ist aber überliefert, dass er sich besonders um die Klosterbibliothek gekümmert hat. Der 3. Februar 1178 ist übereinstimmend in mehreren Nekrologen als Francos Todestag überliefert.